# باولا شو
باولا شو (بالإنجليزية: Paula Shaw)‏ هي ممثلة أمريكية، ولدت في 17 يوليو 1941 بذا برونكس في الولايات المتحدة.

## أعمال

### أفلام
- (2002) أرق[3]
- (2003) فريدي ضد جايسون[4]

### مسلسلات
- الملفات الغامضة

## وصلات خارجية
- باولا شو على موقع IMDb (الإنجليزية)
- باولا شو على موقع ألو سيني (الفرنسية)
- باولا شو على موقع أول موفي (الإنجليزية)
- باولا شو على موقع قاعدة بيانات الأفلام السويدية (السويدية)
- باولا شو على موقع قاعدة بيانات الفيلم (الإنجليزية)
- باولا شو على موقع كينوبويسك (الروسية)